# Myocastor coypus
Myocastor coypus là một loài động vật có vú trong họ Myocastoridae, bộ Gặm nhấm. Loài này được Molina mô tả năm 1782.

## Phân loại học
Loài này được Juan Ignacio Molina với tên Mus coypus, trong chi mouse mô tả khoa học đầu tiên năm 1782. Chi Myocastor được Robert Kerr xác lập năm 1792 tên gọi có nguồn gốc từ tiếng Hy Lạp mys và kastor, hay "mouse-beaver". Geoffroy, một cách độc lập với Kerr, đặt tên cho loài là Myopotamus coypus,
Có 4 phân loài được công nhận gồm:
- M. c. bonariensis: miền nam Argentina, Bolivia, Paraguay, Uruguay, nam Brazil
- M. c. coypus: trung Chile, Bolivia
- M. c. melanops: Đảo Chiloé
- M. c. santacruzae: Patagonia

M. c. bonariensis, phân bố ở tận cùng phía bắc của dải phân bố các loài coypu trong vùng cận nhiệt đới, được cho là loài được du nhập phổ biến từ các lục địa khác.

## Hình ảnh

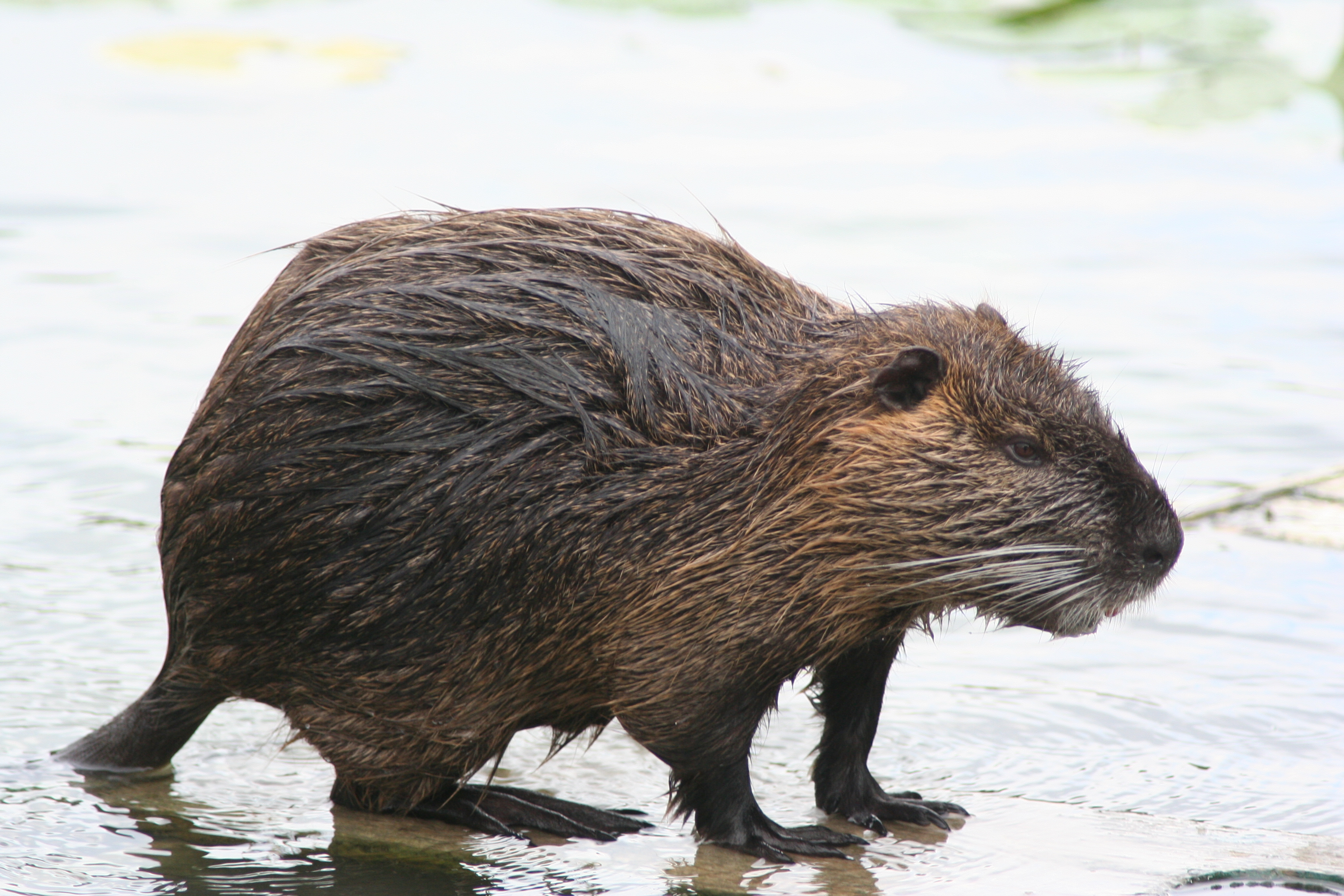
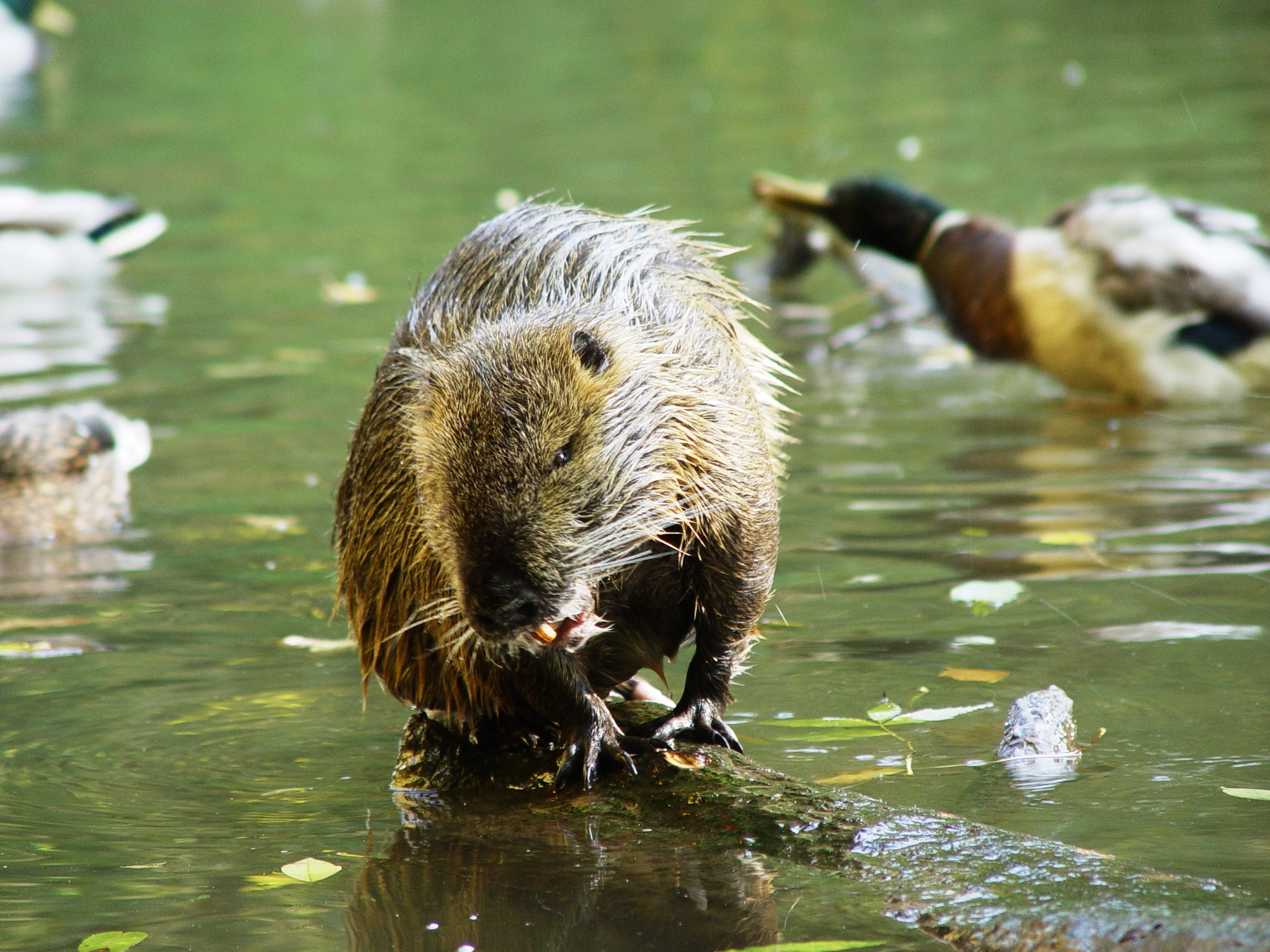
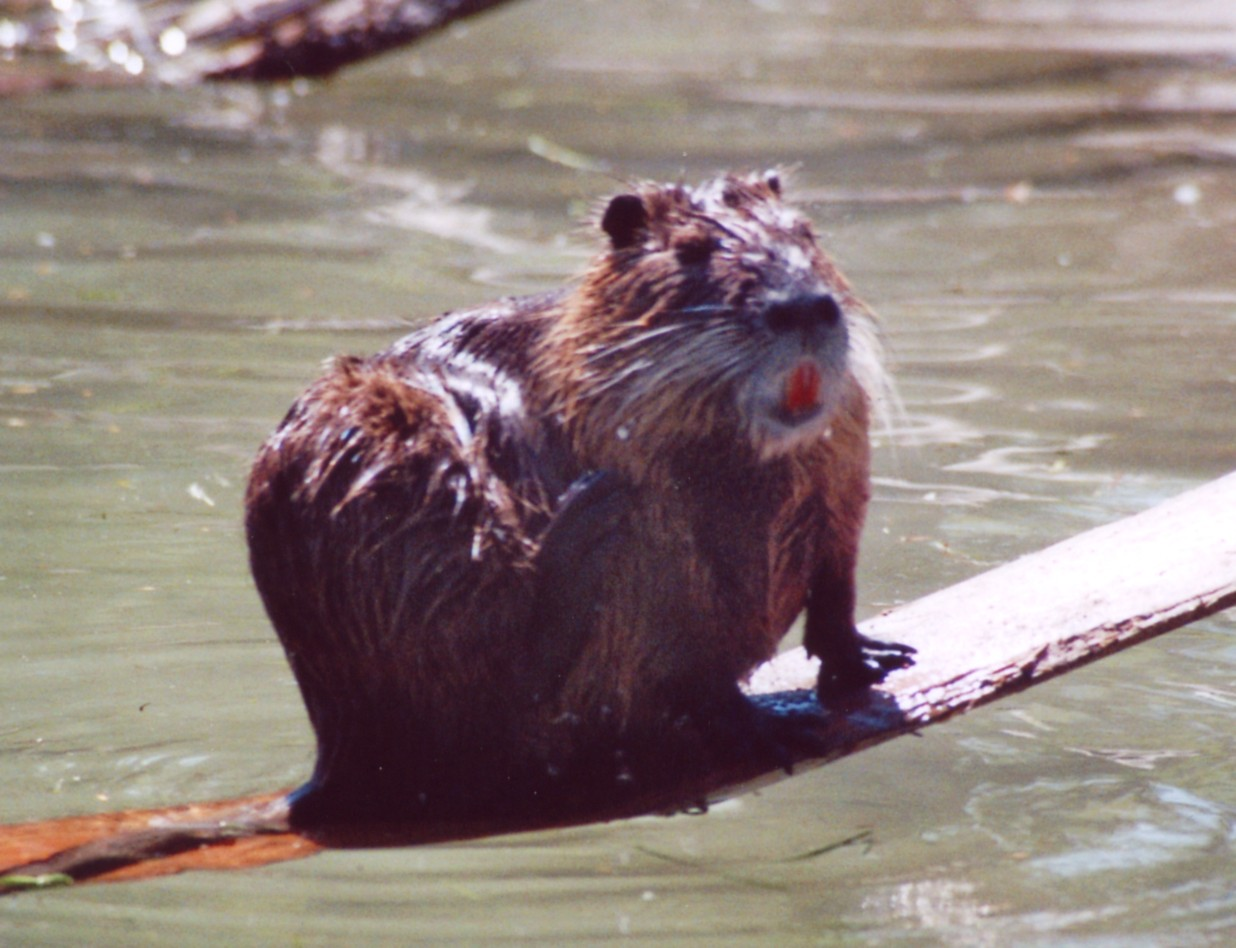
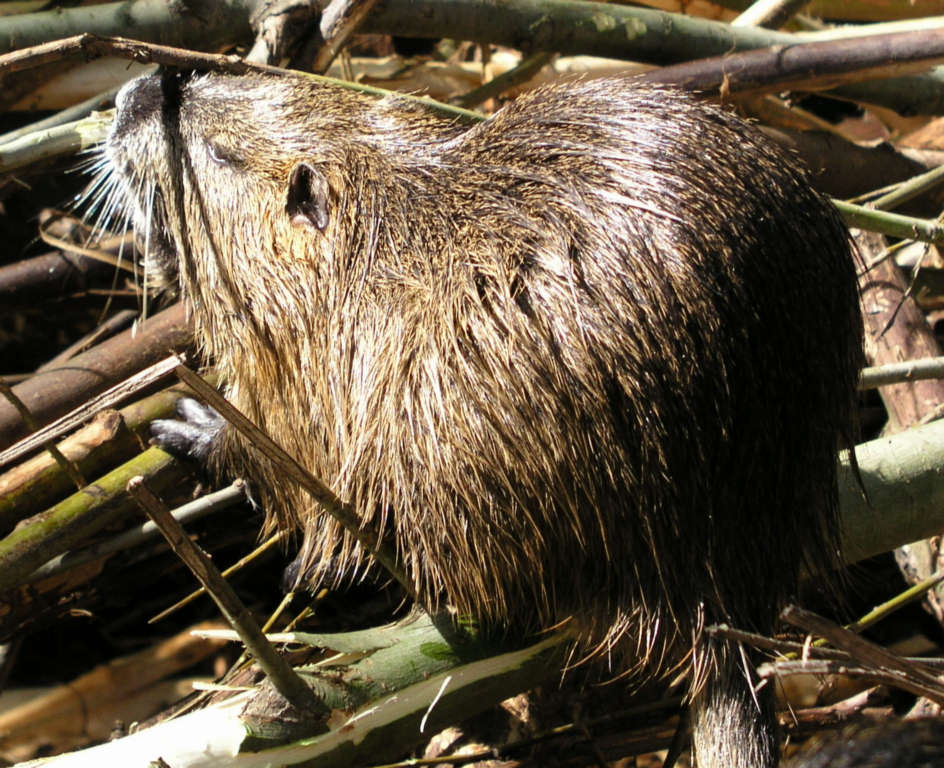
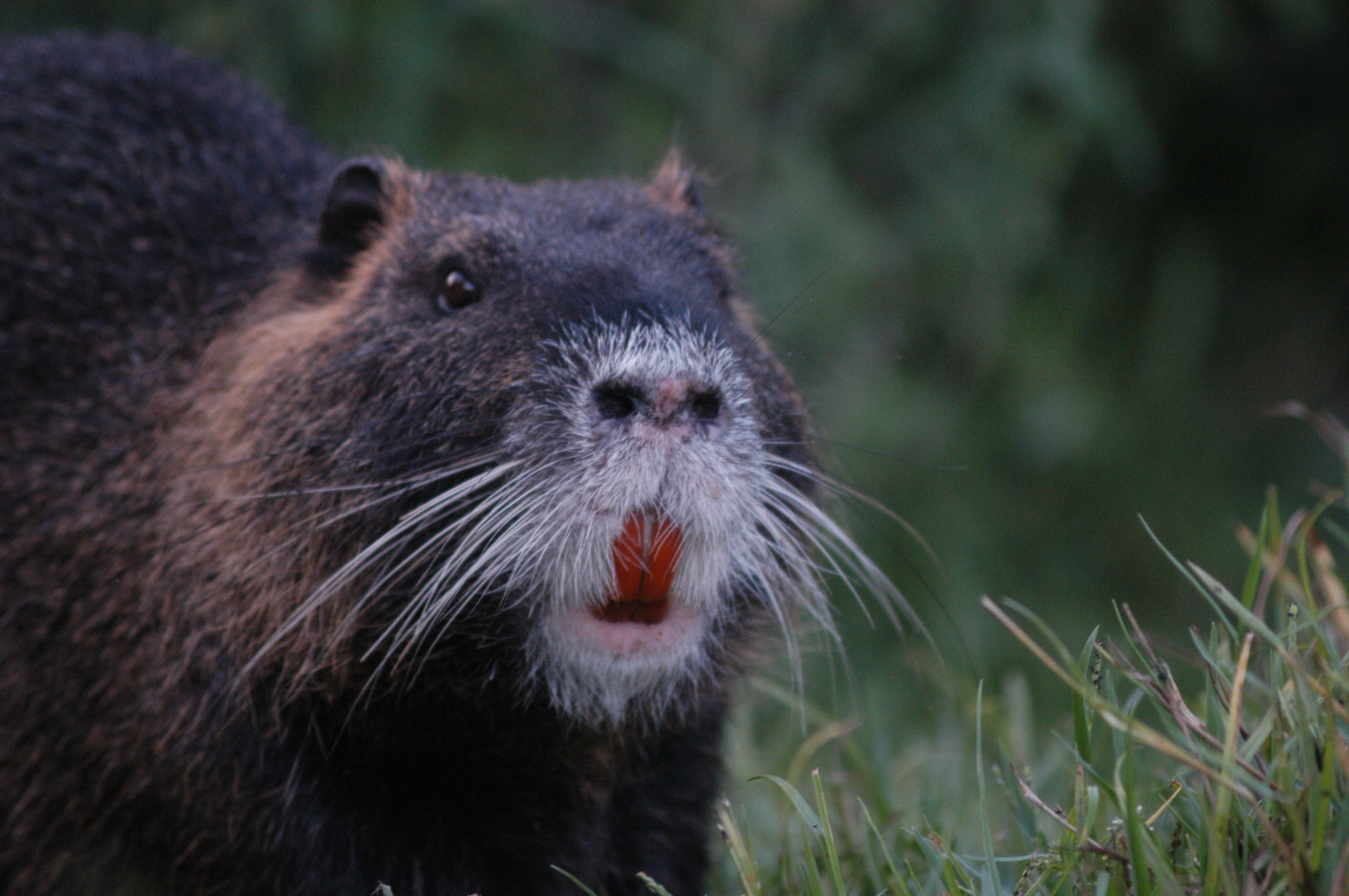
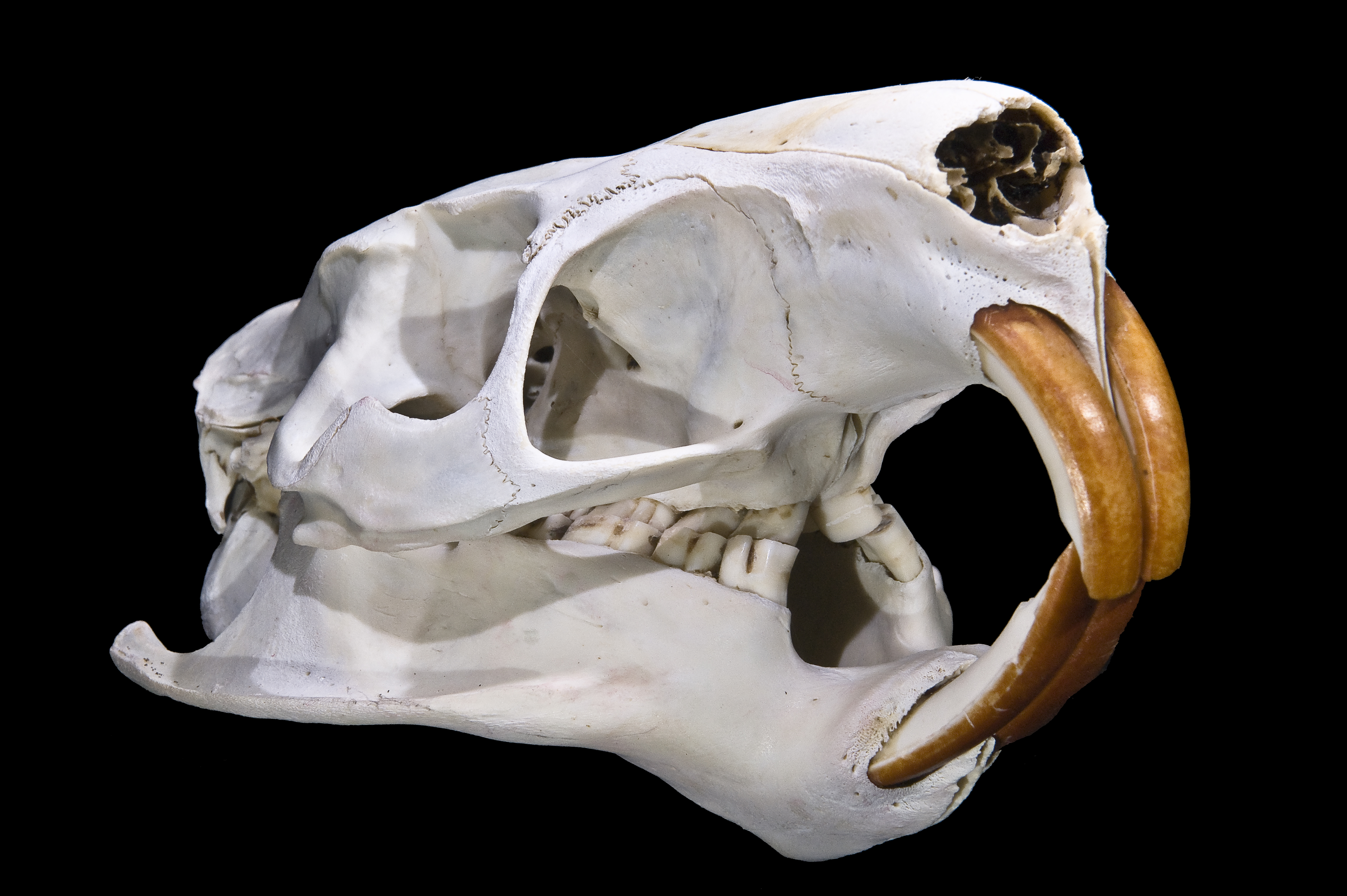